# Brodiaea
Brodiaea es un género de pequeñas plantas herbáceas, perennes y bulbosas perteneciente a la familia de las asparagáceas. Comprende dieciséis especies que se distribuyen en el oeste de América del Norte.
Brodiaea, conjuntamente con varios otros géneros estrechamente relacionados, conforman un clado monofilético que se conoce informalmente como «complejo» o «alianza Brodiaea». El tratamiento taxonómico de este complejo ha sido objeto de debate durante el siglo XX. No obstante, los análisis filogenéticos sobre datos moleculares han permitido esclarecer la relación del mismo con las asparagáceas, por lo que actualmente se lo incluye dentro de esa familia. Las especies que componen el género han sido utilizadas como alimento por varios pueblos originarios. En la actualidad, no obstante, se las reconoce principalmente por el valor estético de sus flores y se las cultiva en jardines como plantas ornamentales.

## Descripción
Son pequeñas plantas herbáceas y perennes que crecen a partir de cormos recubiertos de fibras. Presentan de una a seis hojas basales con una lámina lineal que posee forma de medialuna en sección transversal.

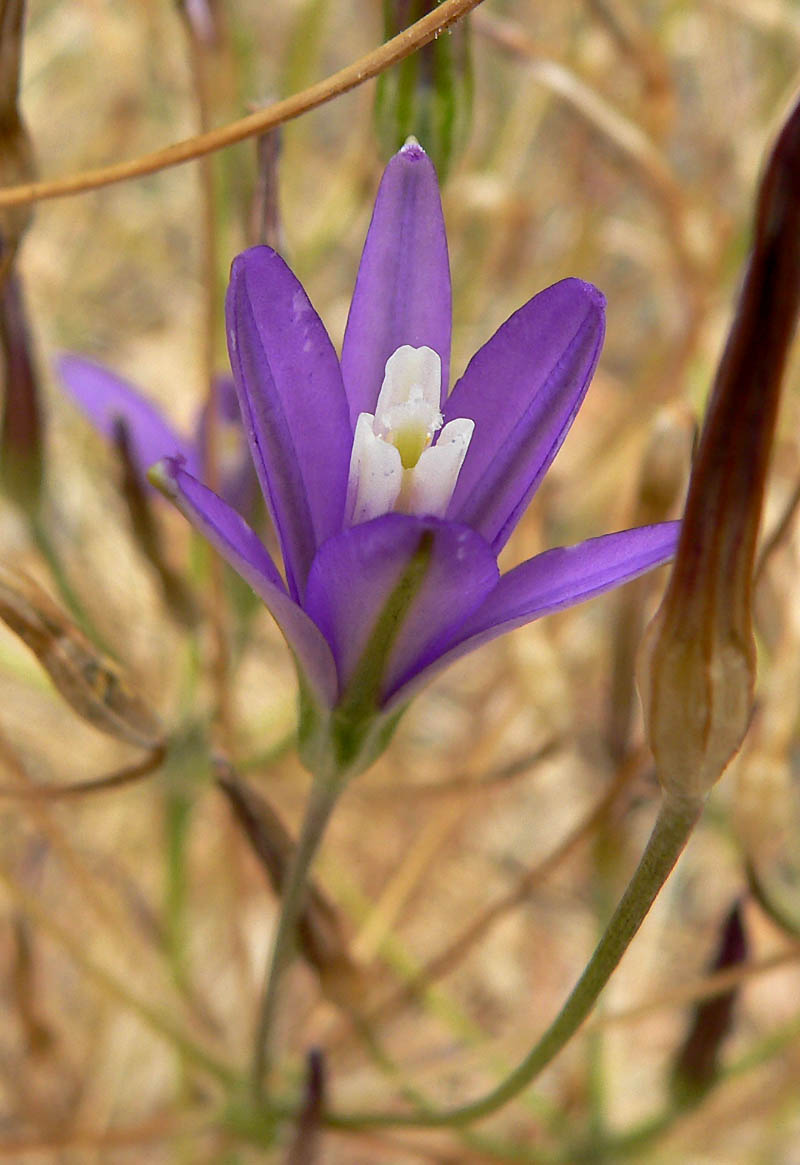
Detalle de la flor de Brodiaea californica ssp. leptandra. Fotografía tomada en el Jardín Botánico de la Universidad de California.

Las flores son actinomorfas, hermafroditas y presentan un perigonio de seis tépalos, claramente fusionados en la parte proximal formando un tubo, siendo los tres tépalos exteriores más estrechos que los internos. El envés de los tépalos es generalmente de color azulado y el tubo perigonial es de color púrpura. Según la especie considerada, el perigonio puede adoptar una forma estrechamente acampanada o de embudo. El androceo está formado por tres estambres, los cuales se ubican frente a los tépalos internos del perigonio y alternan con tres estaminodios, los que a su vez se posicionan frente a los lóbulos externos del perigonio. Los estaminodios se hallan ausentes en algunas especies, como en el caso de Brodiaea orcuttii. El filamento de cada estambre se halla unido al tubo del perigonio, presenta una base lineal, a veces dilatada formando una aleta triangular o, a veces, con apéndices. Las anteras son basifijas. El pistilo está formado por tres carpelos fusionados. El gineceo es de ovario súpero, de color verde en general y algunas veces morado, como en Brodiaea olonensis. Presenta tres lóculos y varios óvulos por lóculo de placentación axilar. El estilo es recto y el estigma muestra tres lóbulos claramente definidos y recurvados.
Las flores se disponen en inflorescencias en umbela, abiertas, bracteadas, con las brácteas escariosas que no encierran a las yemas florales. Las inflorescencias, a su vez, se hallan en el extremo de un escapo solitario, cilíndrico, normalmente delgado, de vez en cuando robusto y rígido. El fruto es una cápsula loculicida, ovoide. Las semillas son de color negro, con forma redondeada a aplanada. Los números cromosómicos básicos informados para las distintas especies del género son x = 6, 8, 12, 16, 18, 20 o 24.

## Distribución geográfica
Las especies del género se distribuyen en la costa oeste de América del Norte, desde Canadá hasta México. Las diferentes especies muestran notables diferencias en la amplitud de su distribución geográfica y en la especialización de su hábitat. Así, Brodiaea appendiculata es una especie poco común que habita en pastizales a bajas altitudes con una distribución centrada en la bahía de San Francisco extendiéndose hacia el continente hasta Sierra Nevada. B. californica es común en los chaparrales y pastizales de la cordillera de la costa norte y las estribaciones occidentales de Sierra Nevada, hasta una altura de 800 m s. n. m. B. coronaria es la especie con distribución más norteña, desde el noroeste de California hasta el sur de la Columbia Británica. La subespecie rosea de B. coronaria presenta una distribución restringida a las formaciones de serpentina en algunos pocos condados de California. B. elegans se halla en una gran variedad de hábitats, la mayoría abiertos y soleados desde el norte de California hasta el río Columbia.

## Evolución, filogenia y taxonomía

### El complejoBrodiaeay sus relaciones dentro de las asparagales
Brodiaea, conjuntamente con otros nueve géneros (Androstephium, Bessera, Bloomeria, Dandya, Dichelostemma, Milla, Muilla, Triteleia y Triteleiopsis) conforman un grupo homogéneo —informalmente llamado complejo Brodiaea— que fue tratado en clasificaciones anteriores como una tribu —denominada Brodiaeae— dentro de la subfamilia Allioideae de las aliáceas. Los estudios moleculares y anatómicos posteriores indicaron que el grupo constituía un clado monofilético suficientemente diferente de los restantes miembros de las aliáceas como para ser excluido de esa familia y reconocerse como una familia separada, a la que se denominó Themidaceae. No obstante, ulteriores estudios filogenéticos indicaron que este grupo de géneros se halla relacionado con la familia de las asparagáceas y, por esa razón en la actualidad se lo trata dentro de esa familia.

### Relaciones filogenéticas dentro del complejoBrodiaea

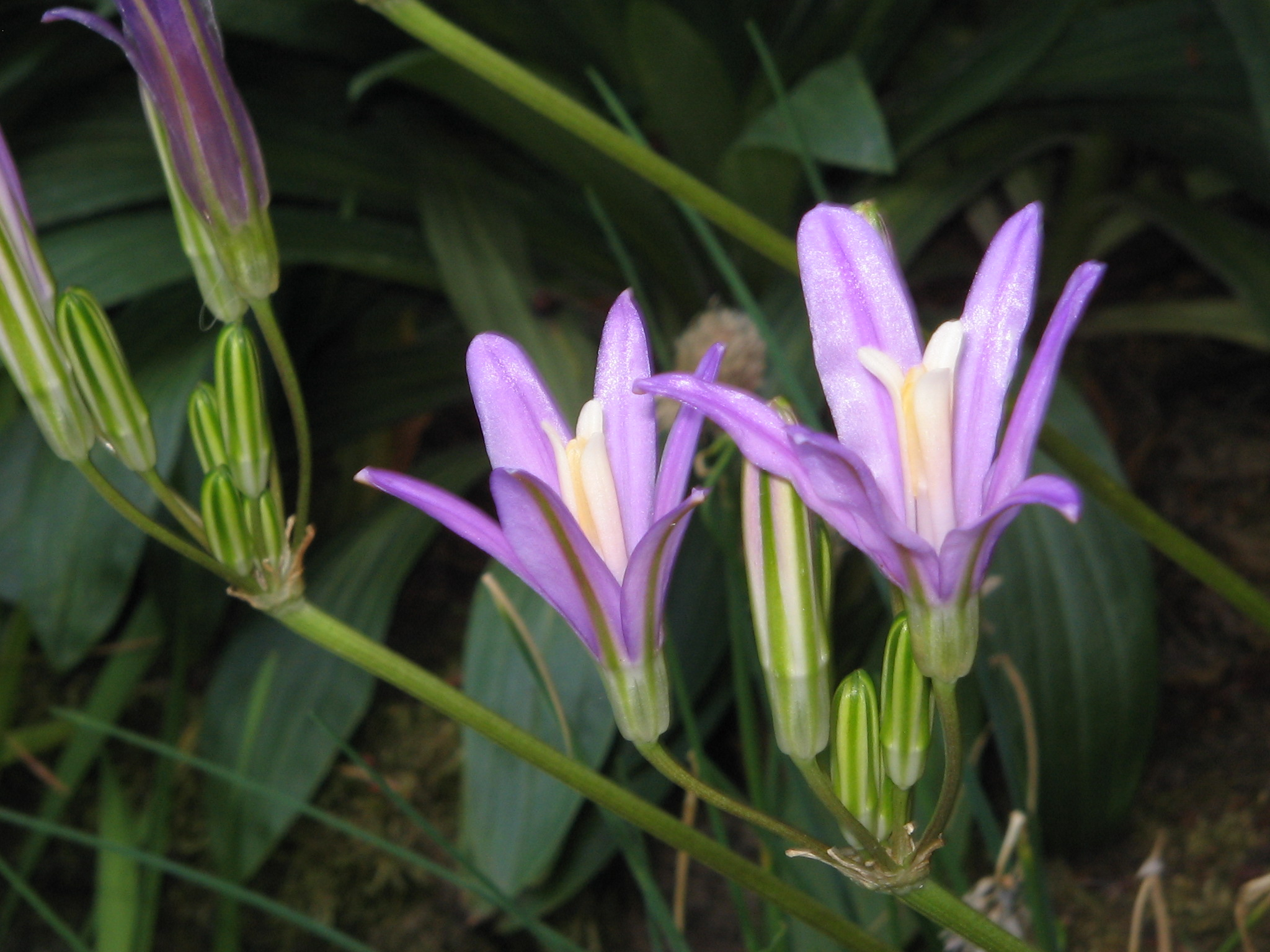
Inflorescencia de Brodiaea californica.

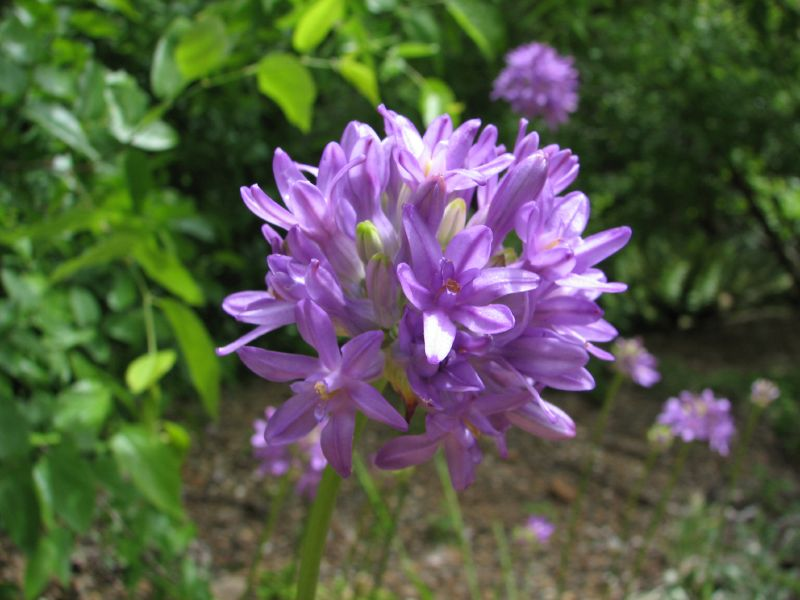
Dichelostemma es un género muy afín a Brodiaea. Una de las diferencias entre las especies de ambos géneros es la presencia de umbelas densas en el primero, como la que se aprecia en esta fotografía de D. multiflorum, frente a las inflorescencias más laxas de Brodiaea.

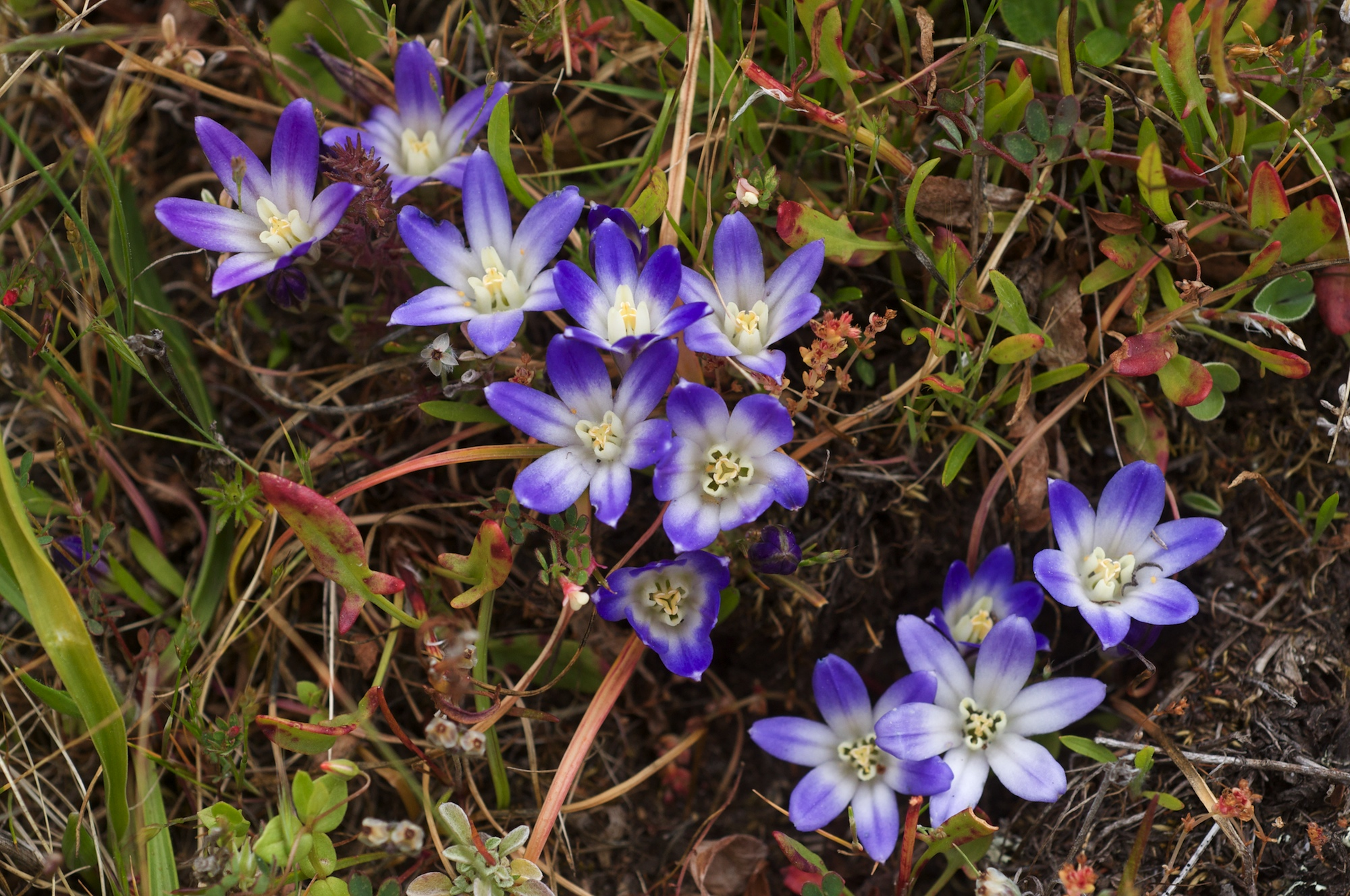
Brodiaea terrestris, fotografía tomada en el condado de Sonoma, California.

Los resultados de los análisis filogenéticos sobre datos moleculares indican que las especies de Brodiaea conforman un clado con la mayoría de las especies de Dichelostemma y que ese clado es hermano de una especie bastante particular de este último género, Dichelostemma capitatum, y de Triteleiopsis palmerii. 
Los aspectos morfológicos también brindan apoyo a los datos moleculares. Históricamente, Brodiaea se ha mantenido separado de Dichelostemma sobre la base de las diferencias existentes en cuanto al número de cromosomas, a los estudios de hibridación entre especies de ambos géneros y a algunos caracteres morfológicos. Por ejemplo, Brodiaea tiene escapo recto, umbelas abiertas y un estigma con tres lóbulos claramente definidos. Dichelostemma, en cambio, tiene un escapo laxo, umbelas densas y un estigma débilmente lobulado. Sin embargo, Brodiaea y Dichelostemma son morfológicamente similares (y ambos difieren de Triteleia) ya que comparten tres anteras basifijas, un estigma de tres lóbulos y la germinación hipógea, frente a las seis anteras versátiles, el estigma sin lóbulos y a la germinación epígea en Triteleia. Además, la relación entre estos dos géneros se apoya principalmente en la presencia de un carácter sinapomórfico: la existencia de tres estambres fértiles frente a los tépalos internos y apéndices estériles frente a los tépalos externos. Por último, los tres estambres de Brodiaea y de Dichelostemma están estrechamente adpresos al estilo durante la antesis, mientras que en los otros taxa los seis estambres fértiles permanecen apartados del estilo.
Con respecto al número de cromosomas, las diferentes especies de Brodiaea presentan números cromosómicos en sus células somáticas de 2n= 10, 12, 14, 16, 18, 28, 28, 32, 36, 42, 48, y 50 cromosomas. Se ha sugerido que el número cromosómico básico de Brodiaea es x=6 y que para Dichelostemma el número básico es x=9 y derivado de x=6. La variación en el número de cromosomas de las especies de Trieteleia es tan amplia que no se ha podido postular ningún número básico para el género. La poliploidía parece haber desempeñado un papel preponderante en la evolución del género. Así, Brodiaea matsonii es una especie diploide con 12 cromosomas y endémica del condado de Shasta en California, se halla estrechamente relacionada con la especie más distribuida, B. minor, un poliploide con 24 y 48 cromosomas, de la cual difiere por sus preferencias de hábitat y por el tamaño de sus flores.
Brodiaea sierrae es otra especie diploide endémica de las estribaciones de Sierra Nevada en California, la cual es muy parecida morfológicamente a la especie tetraploide B. leptandra, de la cual difiere por el tamaño de sus flores y por sus distribución geográfica y preferencias edáficas. La situación es un poco diferente en el caso de B. douglasii especie en la que las poblaciones diploides y poliploides tienen distribuciones geográficas superpuestas y una morfología similar pero, no obstante, ocupan hábitats diferentes. La mayor capacidad de las plantas poliploides para reproducirse vegetativamente y desarrollar raíces contráctiles determina una separación ecológica de las poblaciones poliploides y diploides. Las primeras casi siempre se encuentran en laderas empinadas, orillas de caminos y otros sitios donde el suelo es inestable. Las semillas son lavadas fácilmente en dichos sitios, pero los cormos hijos, que comienzan a formar una raíz contráctil mientras que todavía están sujetos al cormo madre, poseen una mejor oportunidad de establecerse. Las poblaciones diploides, en cambio, suelen hallarse en zonas más bien planas o donde hay una alta densidad de otras plantas. Las raíces contráctiles son menos importantes en tales áreas. El período de crecimiento más reducido de los diploides determina que su floración ocurra de una a tres semanas antes de lo que la mayoría de las otras plantas de la misma zona. Este hecho también puede ser significativo ya que reduce la competencia por los nutrientes y recursos disponibles durante un período crítico de crecimiento.
Dentro del clado Brodiaea-Dichelostemma-Triteleiopsis hay una reducción en las características del androceo. Así, Triteleiopsis tiene seis estambres fértiles de igual longitud, D. capitatum tiene tres estambres fértiles ubicados frente al perigonio interno y otros tres frente al verticilo externo del perigonio. Cuatro miembros de Dichelostemma y otros cuatro de Brodiaea solo tienen tres estambres fértiles enfrentados al verticilo interno del perianto y estaminodios estériles en el verticilo exterior. Los estaminodios estériles se reducen o se pierden por completo en dos grupos monofiléticos: un clado que contiene a Brodiaea orcuttii y a B. filifolia y un clado que contiene a Dichelostemma ida-maia, D. multiflorum y D. congestum. Además de estos cambios morfológicos, existe una disyunción en la distribución geográfica dentro del clado Brodiaea-Dichelostemma-Triteleiopsis. Mientras Triteleiopsis y D. capitatum presentan una amplia distribución que se superpone en Arizona y Baja California, el resto de las especies se distribuyen principalmente en California, con B. coronaria y D. congestum extendiéndose hacia el norte de Oregón y el oeste de Washington.

### Historia taxonómica
Los primeros especímenes de Brodiaea fueron recogidos en 1792 por Archibald Menzies, botánico de la Expedición Vancouver. Menzies colectó las plantas en las cercanías del estrecho de Georgia, llamado Nueva Georgia por George Vancouver. La primera referencia publicada de la planta apareció en 1807 en la obra de James Edward Smith An introduction to physiological and systematical botany, donde Smith la utilizó como ejemplo para argumentar que el tépalo de las plantas liliáceas es un sépalo en lugar de un pétalo: 

"No puedo ocultar un descubrimiento reciente que confirma totalmente la opinión de mi sincero y agudo amigo. Dos especies de un nuevo género, que fue encontrado por Menzies en la costa oeste de América del Norte, tienen hermosas flores liliáceas como un Agapanthus, pero además con seis pétalos internos!".

Al año siguiente, Richard Anthony Salisbury publicó la primera especie de Brodiaea en su obra Paradisus Londinensis, pero la incluyó en el género Hookera como Hookera coronaria. Smith no estaba de acuerdo con esta posición y en abril de 1808 leyó una descripción formal de un nuevo género ante la Sociedad Linneana de Londres, nombrando el género en honor de botánico escocés James Brodie (1744–1824). La publicación formal no se produjo, sin embargo, hasta que la presentación de Smith no fuera a la imprenta en 1811.

### La circunscripción deBrodiaeadentro de las asparagáceas y su afinidad con otros géneros
Las  afinidades de los doce géneros que forman el complejo Brodiaea fueron objeto de mucha controversia hasta el final del siglo XX. Salisbury los trataba como una familia a la que llamó Themidaceae. Otros colocaban a este grupo en un rango menor que el de familia en la clasificación taxonómica y por lo general fueron incluidas en Liliaceae, Alliaceae o Amaryllidaceae. Los estudios filogenéticos confirmaron las sospechas de muchos botánicos de que este grupo no era afín a ninguna de estas familias y, en consecuencia, la  familia Themidaceae fue resucitada en 1996. Cuando el Grupo para la filogenia de las angiospermas publicó el sistema APG II en 2003, Themidaceae fue aceptada como una familia opcional para aquellos botánicos que deseaban  circunscribir familias en sentido estricto en el  orden de las Asparagales. Cuando el Sistema de clasificación APG III fue publicado en 2009, el complejo Brodiaea fue tratado como una subfamilia, Brodiaeoideae, dentro de la familia Asparagaceae en sentido amplio.
Uno de los principales debates en relación con la definición del género ha sido el de la presencia de "Brodiaea" en América del Sur. Aunque en 1896 John Gilbert Baker incluyó 45 especies de geófitos nativos de América del Norte y del Sur en el género, Robert Francis Hoover en 1939 definió a las especies de América del Norte como Brodiaea en sentido estricto y separó a las especies de América del Norte de las especies de América del Sur por la presencia de varios caracteres: pedicelos articulados, los bulbos recubiertos de fibras, varias brácteas abrazadas a la inflorescencia, un perianto tubular y la ausencia de olor aliáceo. Hamilton Paul Traub por su parte sugirió que las brodiaeas de América del Sur debían ser colocadas en los géneros Tristagma y Nothoscordum de las alióideas y que las brodiaeas y géneros relacionados de América del Norte debían ser dispuestos en la familia Amaryllidaceae, tribu Allieae, subtribu Brodiaeinae.
Respecto a los límites del género Brodiaea y de los géneros relacionados Triteleia y Dichelostemma han existido dos escuelas de pensamiento.
Una escuela postula que se trata de un solo género con tres subgéneros, mientras que la otra sostiene que son tres géneros distintos. La evidencia reciente, tanto a nivel molecular como anatómico, no es compatible con ninguno de esos puntos de vista. Bloomeria está relacionado con Triteleia y Brodiaea estaría estrechamente relacionado con Dichelostemma, siendo la única especie con seis estambres —D. capitatum— hermana con el clado formado por el resto de las especies con tres estambres de Brodiaea/Dichelostemma. Esta evidencia reciente también sugiere que las secciones taxonómicas actualmente establecidas en Brodiaea necesitan de una revisión.

### Especies

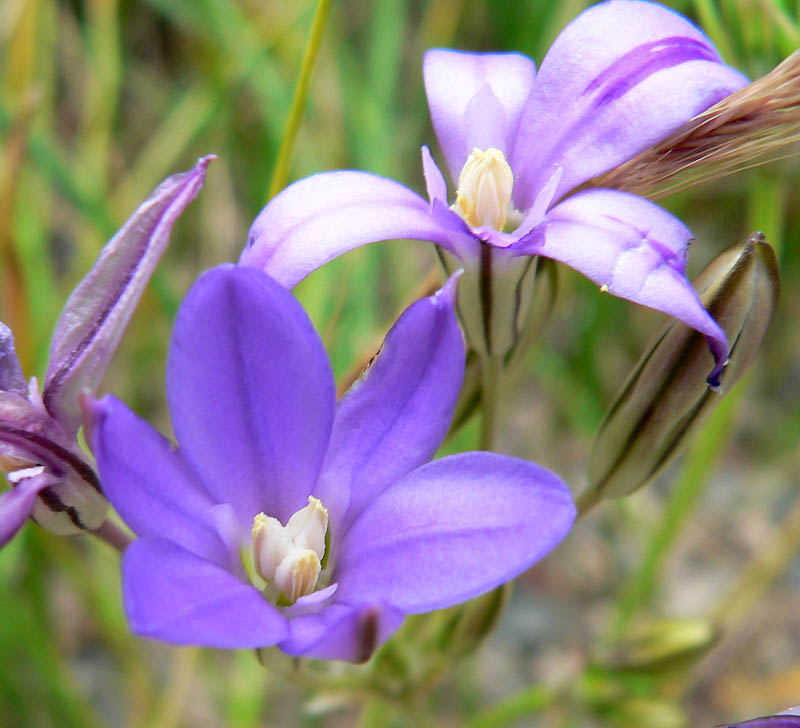
Brodiaea kinkiensis, Jardín Botánico de la Universidad de California, junio de 2006.

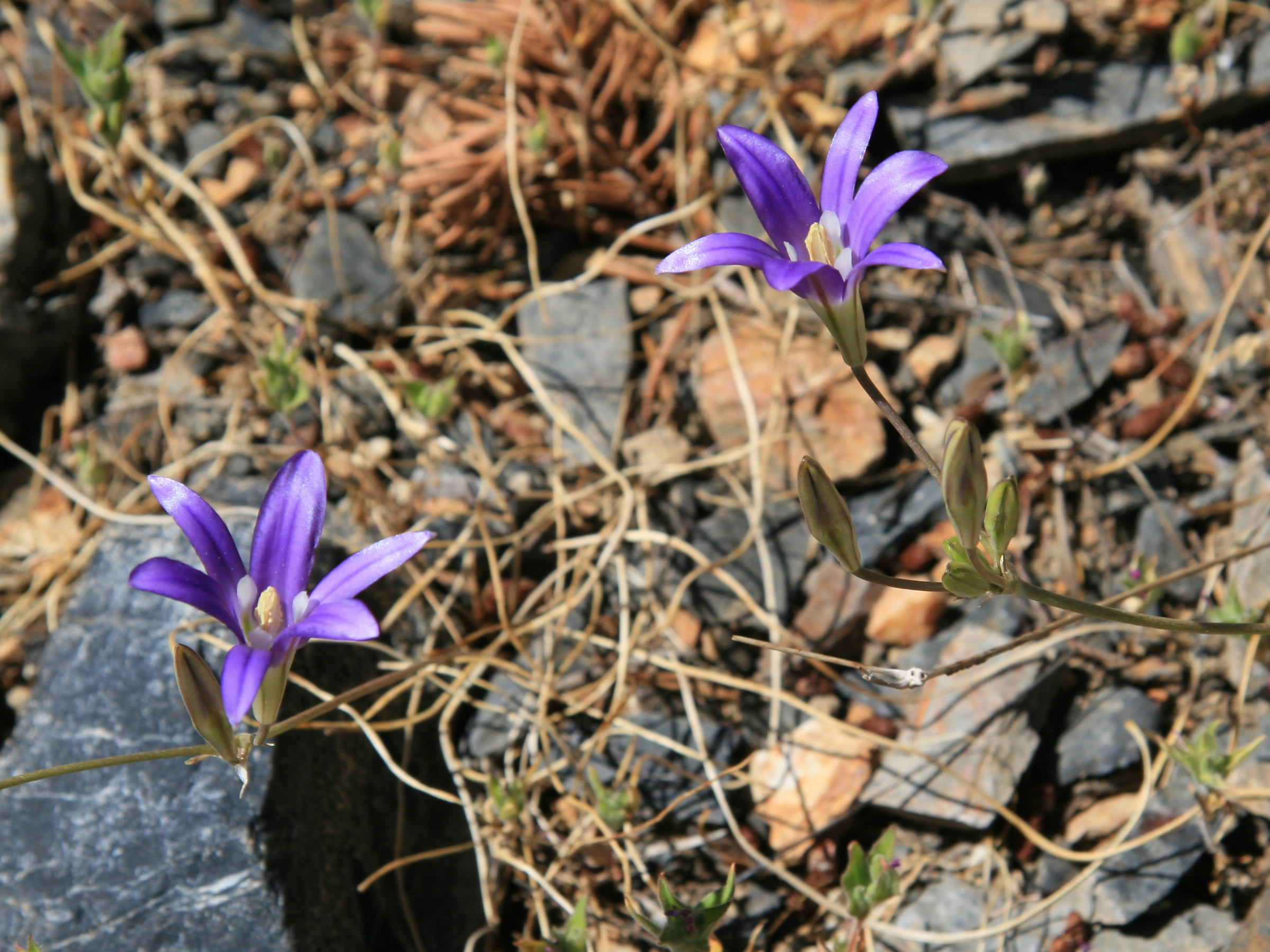
Brodiaea elegans, Agnew Meadows, 2600, agosto de 2006.

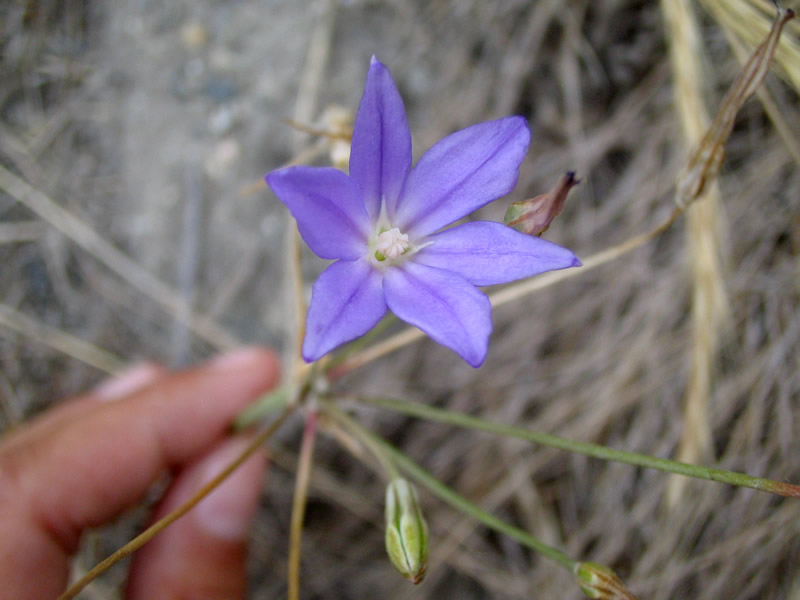
Brodiaea filifolia, Agnew Meadows, 2600, agosto de 2006.

A continuación se brinda un listado de las especies del género Brodiaea aceptadas hasta marzo de 2011, ordenadas alfabéticamente. Para cada una se indica el nombre binomial seguido del autor, abreviado según las convenciones y usos, y la publicación válida. Finalmente, para cada especie también se detalla su distribución geográfica.
- Brodiaea appendiculata Hoover, Madroño 4: 130 (1937). Centro de California.
- Brodiaea californica Lindl. ex Lem., Fl. Serres Jard. Eur. 5: 428b (1849). California. 
  - Brodiaea californica subsp. californica. Norte de California.
  - Brodiaea californica subsp. leptandra (Greene) J.C.Pires, Taxon 50: 201 (2001). California (condados de Lake, Napa y Sonoma).
- Brodiaea coronaria (Salisb.) Jeps., Madroño 1: 61 (1917). Sudoeste de Columbia Británica a California.
  - Brodiaea coronaria subsp. coronaria. Sudoeste de Columbia Británica al sudoeste de California.
  - Brodiaea coronaria subsp. rosea (Greene) Niehaus, Univ. Calif. Publ. Bot. 60: 41 (1971). California (condados de Tehama y Lake).
- Brodiaea elegans Hoover, Amer. Midl. Naturalist 22: 555 (1939). Oeste de Oregón al norte y sudoeste de California. 
  - Brodiaea elegans subsp. elegans. Sudoeste de Oregón al norte y sudoeste de California.
  - Brodiaea elegans subsp. hooveri Niehaus, Univ. Calif. Publ. Bot. 60: 48 (1971). Oeste de Oregón.
- Brodiaea filifolia S.Watson, Proc. Amer. Acad. Arts 17: 381 (1882). California (condados de San Bernardino, Riverside y San Diego).
- Brodiaea insignis (Jeps.) Niehaus, Univ. Calif. Publ. Bot. 60: 52 (1971). California (condado de Tulare).
- Brodiaea jolonensis Eastw., Leafl. W. Bot. 2: 111 (1938). Sudoeste de California a México (noroeste de Baja California).
- Brodiaea kinkiensis Niehaus, Madroño 18: 233 (1966). California (isla de San Clemente).
- Brodiaea matsonii Preston. Madroño 57:4, 261-267, 2010. Condado de Shasta, California.
- Brodiaea minor (Benth.) S.Watson, Proc. Amer. Acad. Arts 45: 236 (1870). Norte y centro de California.
- Brodiaea nana Hoover, Leafl. W. Bot. 1: 225 (1936). Centro de California (Sierra Nevada).
- Brodiaea orcuttii (Greene) Baker, Gard. Chron., III, 20: 214 (1896). California (condados de Riverside y San Diego) a México (norte de Baja California).
- Brodiaea pallida Hoover, Leafl. W. Bot. 2: 129 (1938). California (condado de Tuolumne).
- Brodiaea santarosae T.J.Chester, W.P.Armstr. & Madore, Madroño 54: 188 (2007). California (sudoeste del condado de Riverside).
- Brodiaea sierrae R.E.Preston, Novon 16: 254 (2006). Centro de California.
- Brodiaea stellaris S.Watson, Proc. Amer. Acad. Arts 17: 380 (1882). Noroeste de California.
- Brodiaea terrestris Kellogg, Proc. Calif. Acad. Sci. 2: 6 (1859). Sudoeste de Oregón a California. 
  - Brodiaea terrestris subsp. kernensis (Hoover) Niehaus, Univ. Calif. Publ. Bot. 60: 50 (1971). Oeste, centro y sur de California.
  - Brodiaea terrestris subsp. terrestris. Sudoeste de Oregón al centro de California.

## Importancia económica

### Etnobotánica
Los bulbos de ciertas especies, como B. coronaria, eran consumidos por los pueblos originarios de California, tales como las tribus wiyot, atsugewi, miwok y yana. Los obtenían cavando el suelo con palos de madera. Los miwok extraían los bulbos hacia principios de mayo, cuando los brotes recién aparecían sobre el suelo y cocinaban los bulbos en un horno de tierra. Los atsugewi hervían los bulbos en agua y, a veces, también los cocinaban en un horno de tierra.

### Cultivo
La tendencia a florecer luego de que el follaje se seca hace a las brodiaeas un poco dificultosas para cultivar en el jardín tradicional. Por esa razón es mejor ubicarlas en el jardín entre plantas herbáceas perennes de pequeño porte, como iris enanos o algunas especies de Dianthus, o entre gramíneas ornamentales de lento crecimiento, como Festuca ovina o Deschampsia caespitosa. 
La distribución más adecuada es en grupos de aproximadamente una docena de plantas apartados entre sí y dejando que cada grupo forme matas. Las semillas de la mayoría de las especies de Brodiaea se consiguen solo en catálogos especializados. Conviene sembrar las semillas en macetas pequeñas, a resguardo de las heladas luego de la germinación y dejar los pequeños bulbos en las macetas después de que el follaje se seca. Una vez que logran un tamaño adecuado pueden ser trasplantados al lugar definitivo en el jardín. La mayoría de las especies florecen al tercer año desde la germinación. Se multiplican por semillas muy fácilmente y se propagan por cormos que crecen al lado de los cormos originales.

## Estado de conservación
Varias de las especies de Brodiaea se hallan amenazadas o en peligro crítico de extinción. Brodiaea pallida, una especie que requiere factores edáficos específicos para crecer y multiplicarse, se halla en peligro crítico de extinción ya que se conoce una sola localización geográfica de esta especie en la naturaleza: un área de menos de 1 km de largo y solo 3,6 m de ancho donde crecen alrededor de 1600 individuos. Esta única población conocida está amenazada tanto por impactos hidrológicos como recreativos y también por la construcción de viviendas cercanas.
Brodiaea santarosae, una especie recientemente descrita, se halla también en peligro ya que se halla restringida en su distribución a una formación de roca de basalto en el suroeste del condado de Riverside y al Condado de San Diego en California. Se conocen actualmente solo cinco poblaciones de esta especie, cuatro de las cuales se hallan dentro de un área de aproximadamente 40 km² y una quinta población pequeña está alejada unos 11 km.
Brodiaea filifolia, endémica del sur de California, presenta en la actualidad entre 20 a 80 poblaciones seriamente amenazadas por el intensivo desarrollo urbano y por la conversión de muchas áreas naturales en agrícolas. Endémica de la Isla San Clemente en California, se conocen menos de 20 poblaciones de Brodiaea kinkiensis las cuales se hallan amenazadas por operaciones militares que incluyen la creación de caminos para trasladar equipos, el funcionamiento de vehículos de orugas y el establecimiento de campamentos. De hecho, la población a la que pertenecía el ejemplar tipo de esta especie fue destruida por la creación de un helipuerto durante una visita del secretario de defensa de los Estados Unidos en 1979.